# Oosterflank (métro de Rotterdam)
Oosterflank  est une station du tronc commun de la ligne A et la ligne B du métro de Rotterdam. Elle est située dans le quartier Oosterflank (nl) au sein de l'arrondissement Prins Alexander à Rotterdam aux Pays-Bas.
Elle est mise en service en 1983. Elle dessert le centre commercial Alexandrium I (nl).

## Situation sur le réseau

Plan du métro.

Établie en surface, Oosterflank, est une station de passage et de correspondance de la section de voie commune entre la ligne A et la ligne B du métro de Rotterdam. Elle est située entre la station, de la section commune, Alexander, en direction du terminus nord de la ligne A Binnenhof ou du terminus nord de la ligne B Nesselande, et la station de la section commune Prinsenlaan, en direction du terminus sud-ouest de la ligne A Vlaardingen-West ou du terminus sud-ouest de la ligne B Hoek van Holland-Haven,,.
La station dispose de passages à niveau, piétons et ou routiers, à chaque extrémité.

## Histoire
La station Oosterflank est mise en service le 28 mai 1983, lors de l'ouverture à l'exploitation du prolongement de la ligne Est-Ouest (nl) de Capelsebrug au nouveau terminus Binnenhof, dans le quartier Ommoord (nl).
En 2005, la station est modernisée et parée de la nouvelle identité visuelle des stations du métro de Rotterdam.

## Services aux voyageurs

### Accès et accueil
Située Prins Alexanderlaan 88, 3067GB Rotterdam, la station dispose d'automates pour la recharge ou l'achat de titres de transport et d'abris sur ses quais latéraux. Elle est accessible aux personnes à la mobilité réduite.

### Desserte
Elle est desservie par les rames qui circulent sur la section commune à la ligne A et à la ligne B.

Installations et desserte
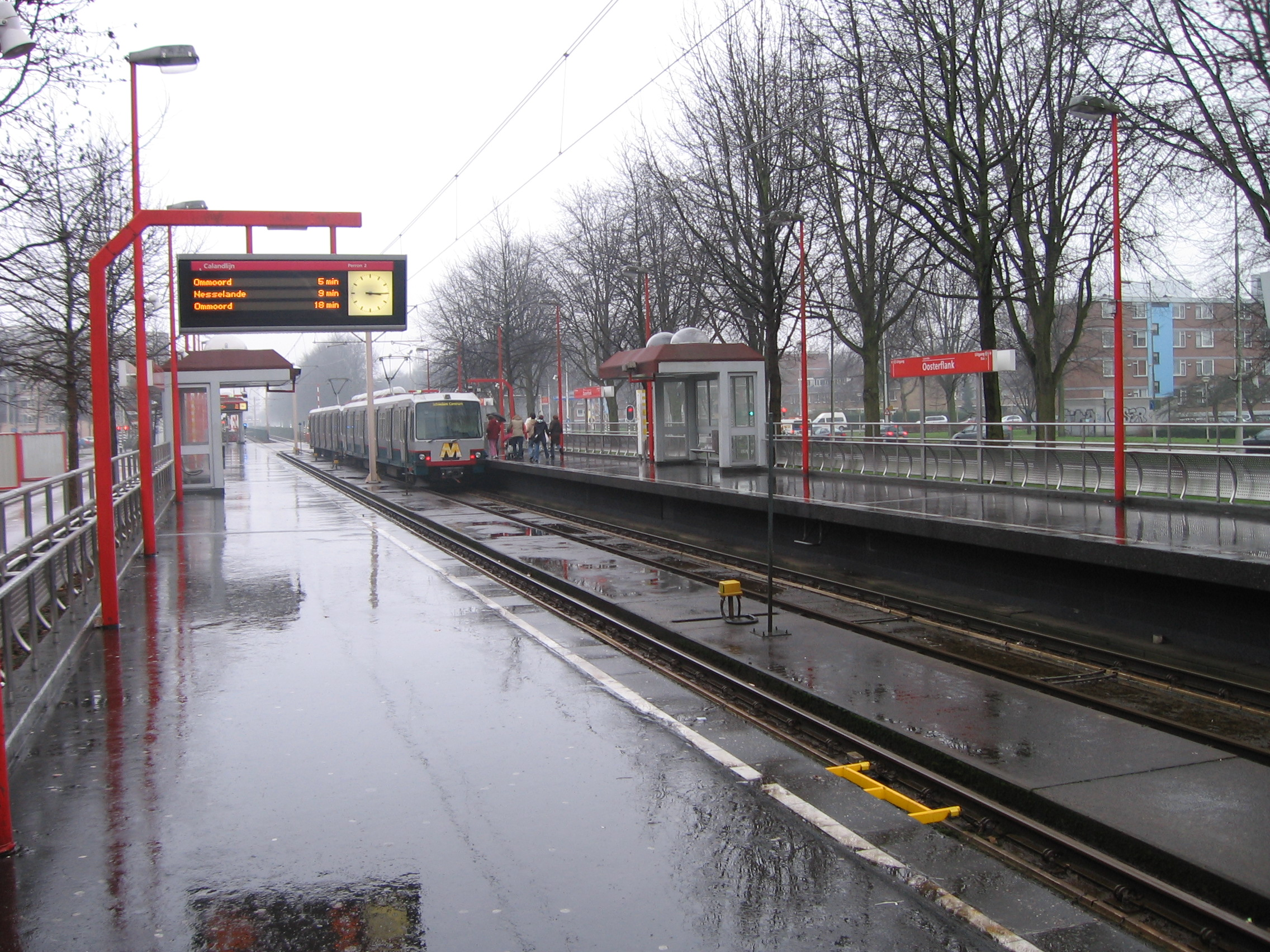
En 2007.
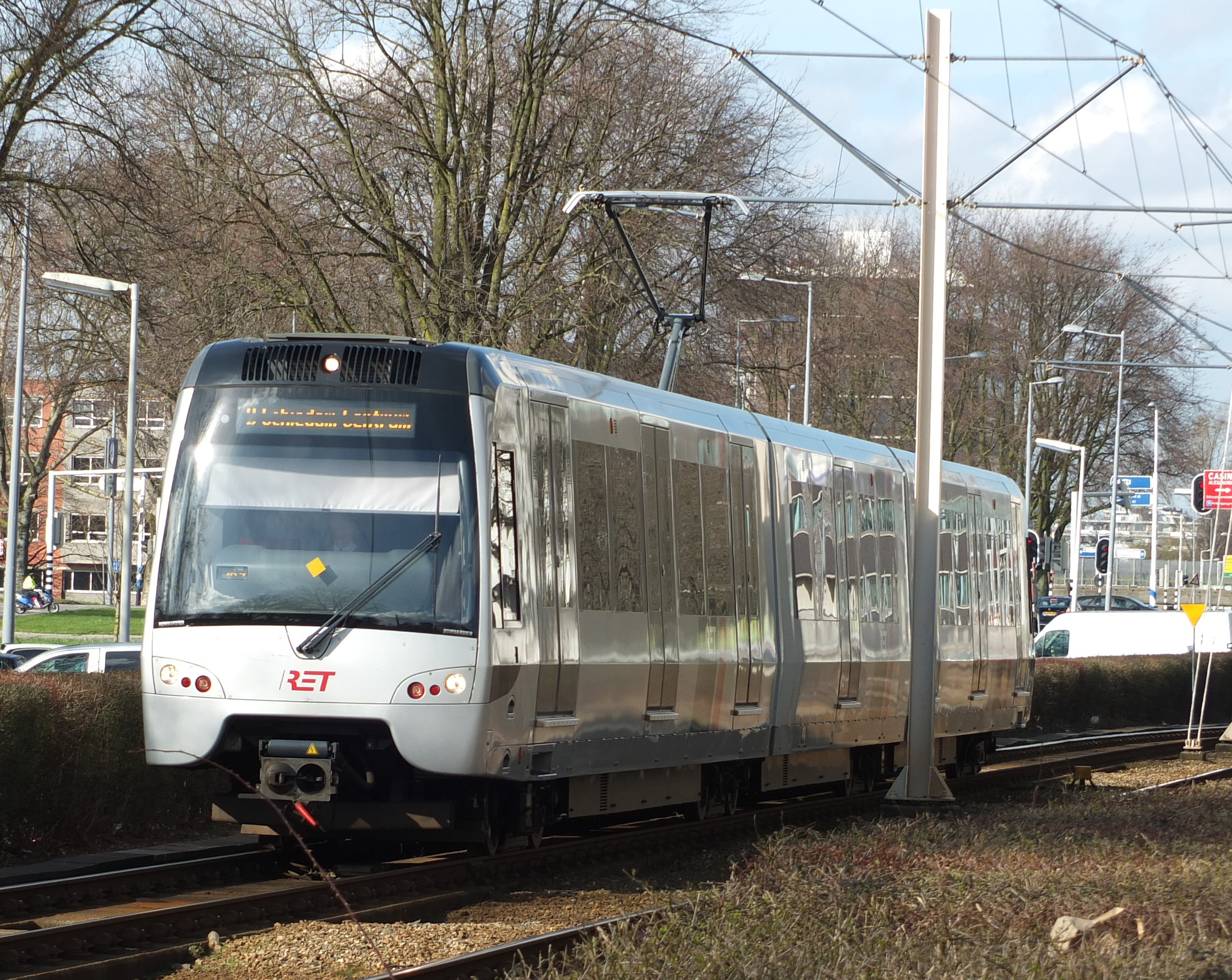
En 2014.

### Intermodalité
La station est desservie par un arrêt de bus desservi par les lignes 36, 605 et 606, ainsi que par le bus de nuit BOB B5.

## À proximité
La station Oosterflank se situe parallèlement à la Prins Alexanderlaan (« avenue Prince Alexandre »), près du centre commercial Alexandrium I (nl) à la hauteur de la Communauté scolaire chrétienne Calvijn. Le Collège Comenius (nl) a une succursale à proximité.